# Zincowoodwardite
La zincowoodwardite (simbolo IMA: Zwwd) è un minerale molto raro del supergruppo dell'idrotalcite e del gruppo della woodwardite appartenente alla classe dei minerali dei "solfati (e parenti)" (vedi classificazione) con composizione chimica (Zn1-xAlx)(SO4)x/2(OH)2 • n(H2O) (x < 0,5, n < 3x/2)[3] e quindi rappresenta l'analogo dello zinco della woodwardite.
La zincowoodwardite cristallizza politipicamente in due modi diversi:
- zincowoodwardite-1T
- zincowoodwardite-3R

## Etimologia e storia
La zincowoodwardite è stata trovata per la prima volta nel 1998 nella "miniera di Christiana" e nella "miniera di Hilarion" vicino ad Agios Konstantinos (Kamariza) in Attica, in Grecia. Il minerale è stato analizzato e descritto da Thomas Witzke e Gunnar Raade, che lo hanno chiamato in tal modo per la prevalenza di zinco nella sua composizione e a causa della sua stretta relazione con la woodwardite..
La zincowoodwardite è stata riconosciuta come minerale indipendente dall'Associazione Mineralogica Internazionale (IMA) nello stesso anno con il numero IMA1998-026.
Il campione tipo del minerale si trova nella collezione mineralogica dell'Università di Freiberg, in Germania.

## Classificazione
Nell'ormai obsoleta, ma ancora in uso, 8ª edizione della "Sistematica dei Minerali" di Strunz, la zincowoodwardite apparteneva alla classe dei minerali dei "solfati, selenati, tellurati, cromati, molibdati, tungstati" e quindi alla sottoclasse dei "solfati acquosi con anioni estranei", dove veniva elencata insieme a bechererite, camerolaite, carbonatocianotrichite, carrboydite, calcoalumite, cianotrichite, glaucocerinite, idrombobomkulite, idrowoodwardite, kyrgyzstanite, mbobomkulite, nickelallumite, spangolite, woodwardite e zincaluminite con le quali formava il gruppo senza nome nº VI/D.08.
La 9ª edizione della sistematica minerale di Strunz, aggiornata al 2009 e utilizzata dall'Associazione Mineralogica Internazionale (IMA), classifica la zincowoodwardite nella classe "7. Solfati (selenati, tellurati, cromati, molibdati, tungstati)" e lì nella sottoclasse "7.D Solfati (selenati, ecc.) con anioni aggiuntivi, con H2O"; questa è ulteriormente suddivisa in base alla dimensione relativa dei cationi coinvolti e alla struttura cristallina, in modo che il minerale sia classificato in base alla sua composizione e struttura nella suddivisione "7.DD Con soltanto cationi di media dimensione; strati di ottaedri che condividono uno spigolo", dove insieme a carrboydite, honessite, idrowoodwardite, motukoreaite, nikischerite, shigaite, glaucocerinite, woodwardite, idrohonessite, mountkeithite, natroglaucocerinite, wermlandite e zincaluminite forma il "gruppo della woodwardite" con il sistema nº 7.DD.35.
La classificazione dei minerali secondo Dana, che viene utilizzata principalmente nel mondo anglosassone, classifica la zincowoodwardite nella classe di "solfati, cromati e molibdati" e lì nella sottoclasse dei "solfati idrogeni con ossidrile o alogeno". Qui si trova insieme a woodwardite, idrowoodwardite, zincowoodwardite-1T e zincowoodwardite-3R nel "gruppo della woodwardite" con il sistema nº 31.02.02 nell'ambito della suddivisione dei "solfati idrati con ossidrile o alogeno con (A+B2+)6(XO4)Zq • x(H2O)".

## Abito cristallino
La zincowoodwardite cristallizza politipicamente, cioè forma strati alternati con simmetria trigonale-primitiva e trigonale-romboedrica, che vengono indicati come zincowoodwardite-1T e zincowoodwardite-3R. La struttura è strettamente correlata a quella dell'idrotalcite.
- La zincowoodwardite-1T cristallizza nel sistema trigonale nel gruppo spaziale P3 (gruppo nº 147) con i parametri del reticolo a = 3,063 Å e c = 8,91 Å[11] così come una unità di formula per cella unitaria.[12]
- La zincowoodwardite-3R cristallizza anch'essa nel sistema cristallino trigonale, ma con sistema reticolare romboedrico nel gruppo spaziale R3m (gruppo nº 166) con i parametri del reticolo a = 3,065 Å e c = 25,42 Å[11] così come tre unità di formula per cella unitaria.[12]

## Proprietà
La zincowoodwardite, come il talco, minerale di riferimento, ha la durezza Mohs pari 1 (la più bassa possibile), cioè le sue superfici possono essere graffiate dall'unghia di un dito.

## Origine e giacitura
La zincowoodwardite si forma nella zona di ossidazione dei depositi contenenti zinco e nelle vecchie miniere per precipitazione dall'acqua in condizioni neutre o leggermente alcaline. A seconda del luogo in cui si trova, la zincowoodwardite si trova in paragenesi con glaucocerinite, emimorfite, natroglaucocerinite, serpierite e/o zaccagnaite.
Oltre alla sua località tipo, la "Miniera di Christiana" e la "Miniera di Hilarion" vicino ad Aghios Konstantinos, la zincowoodwardite è stata trovata anche in Grecia nella "Miniera di Serpieri" e nella "Miniera di Maria" a Capo Sunio, sempre in Grecia. Altri siti includono la "miniera di Friedrichssegen" nel comune di Frücht (Renania-Palatinato, Germania) e "Le Penay" vicino a La Léchère (Alvernia-Rodano-Alpi, Francia).

## Forma in cui si presenta in natura
Simile alla sua parente woodwardite, sviluppa cristalli fibrosi fino a circa 1,5 mm di dimensione e habitus parzialmente pseudoesagonale, che sono disposti in aggregati radiali o simili all'uva o formano rivestimenti crostosi. I cristalli e gli aggregati sono traslucidi di colore blu-verdastro, o azzurro, o bianco e hanno una lucentezza simile alla cera sulle superfici. Sulla mattonella di prova, lo striscio della zincowoodwardite lascia una linea azzurra.